# Hylletofta

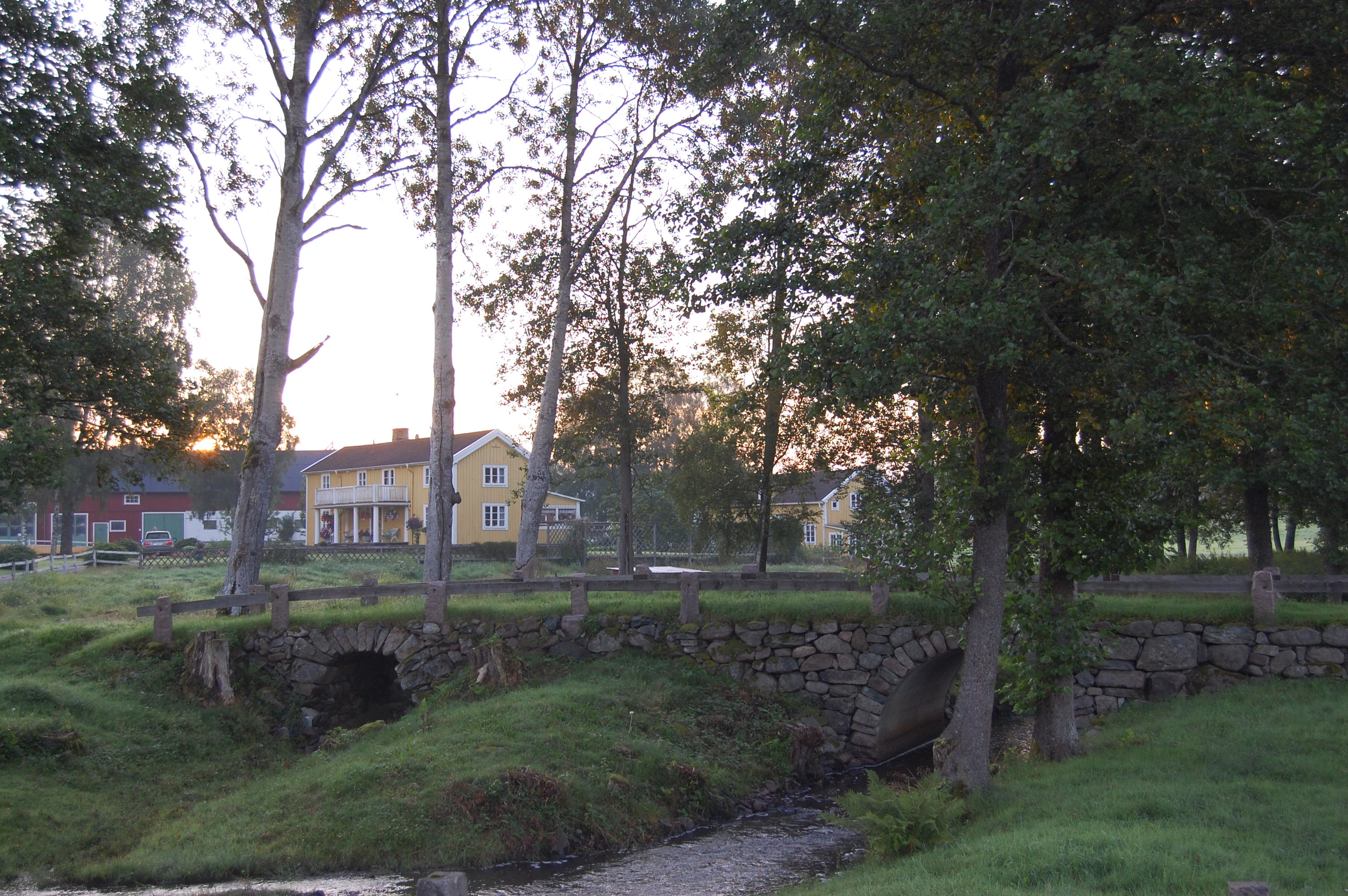
Brücke in Hylletofta

Hylletofta ist eine Ortschaft (småort) in der schwedischen Gemeinde Sävsjö. Der Ort liegt westlich von Sävsjö und nördlich von Vrigstad.
In Hylletofta befindet sich die aus dem 12. Jahrhundert stammende Kirche von Hylletofta. In der näheren Umgebung befinden sich auch prähistorische Fundstätten, so das Gräberfeld von Hylletofta. Unweit des Orts liegt auch ein Heimathof.
Die Einwohnerzahl Hylletoftas stieg nach zwischenzeitlichem Rückgang von 53 Personen (Stand 2000) leicht auf 63 Personen im Jahr 2015.